# Herrängen

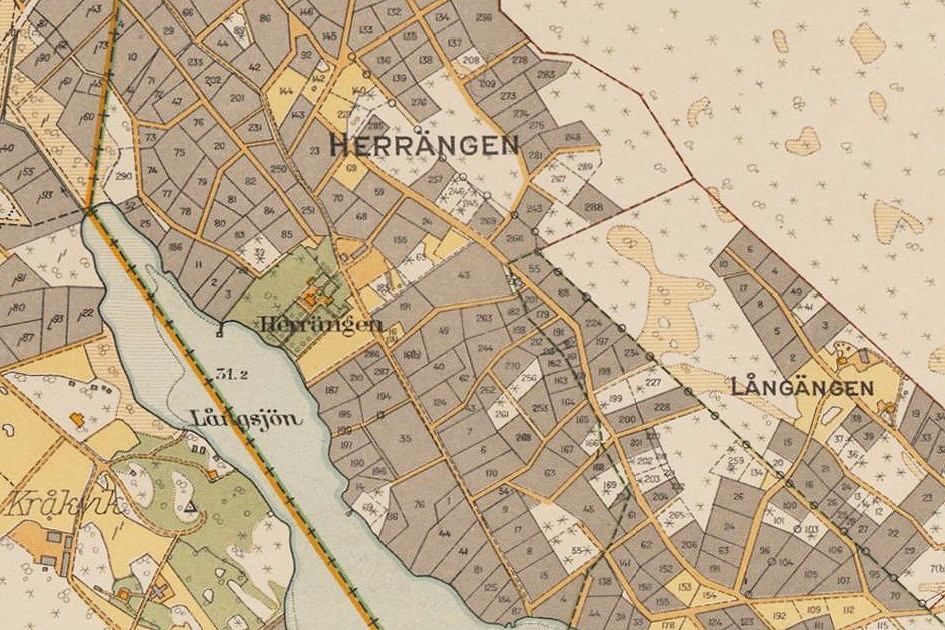
Herrängen karta 1920–1930.

Herrängen är en stadsdel i Söderort inom Stockholms kommun. Stadsdelen gränsar till Fruängen, Långbro och Långsjö samt Snättringe och Segeltorp i Huddinge kommun. 
Herrängen har fått sitt namn från Herrängens gård, som uppfördes under senare delen av 1700-talet.

## Historik
När brukspatron J.E. Lignell förvärvade egendomen Herrängen 1901 började utbyggnaden av stadsdelen. År 1908 övergick området i fastighetsbolaget ”Billiga tomters” ägo. Bebyggelseutvecklingen gick i långsam takt, huvudsakligen beroende på dåliga kommunikationer med Stockholms innerstad. Ännu 1913 bodde här endast knappt 100 personer. Redan 1905 hade Stockholms stad fått ett erbjudande att förvärva Herrängens gårds marker men avböjde. Först 1930 köpte Stockholm det som återstod. Då ordnades även en bussförbindelse till Södermalm.

## Bebyggelse
Under 1920-talet uppfördes ett åttiotal villor, huvudsakligen vid Långsjön och kring Herrängens gård. Det största antal villor kom till på 1940- och 1950-talen. Dessa byggdes av ägarna själva genom eget arbete men med instruktioner och material från staden. I början av 1950-talet uppfördes även några radhuslängor. För den växande barnaskaran byggdes 1955 Herrängens skola vid Konvaljestigen 15 i nuvarande Älvsjö. Skolan ritades av arkitekt Folke Löfström. Efter 1980 och 1990-talet har de äldsta villorna och sommarstugorna rivits och moderna prefabricerade villor har kommit på plats.

## Demografi
År 2017 hade stadsdelen cirka 3 800 invånare, varav cirka 11,9 procent med utländsk bakgrund.